# 梅谷修三

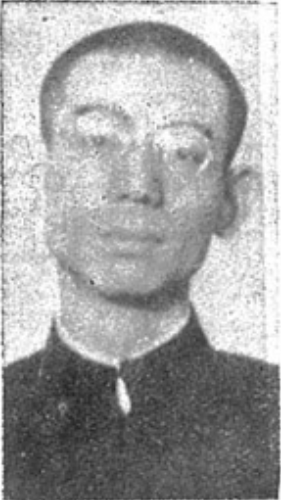
梅谷修三

梅谷 修三（うめたに しゅうぞう、1897年〈明治30年〉11月5日 - 1954年〈昭和29年〉5月29日）は、昭和時代の台湾総督府官僚。

## 経歴
梅谷市太郎の長男として、香川県仲多度郡琴平町に生まれる。第六高等学校を経て、1924年（大正13年）4月、東京帝国大学法学部法律学科を卒業し、1927年（昭和2年）12月に高等試験行政科に合格した。
交通局書記を皮切りに、府衛生課勤務、台北州保安課長を経て、1932年（昭和7年）3月、台北州羅東郡守に就任。ついで同州宜蘭郡守を経て、1935年（昭和10年）9月、新竹州地方課長に転じた。その後は、府営林所庶務課長、殖産局鉱務課長、文教局学務課長などを歴任し、皇民奉公会中央本部生活部参事を務めた。
戦後は、四国地方更生保護委員会委員長を歴任した。